# 八声会
八声会（はちせいかい）とは、指揮者八尋和美が指導する全国9つの合唱団で構成される合唱友好団体。メンデルスゾーンの「Hora est」を全参加団体による合同演奏曲として毎回取り上げている。

## 加盟団体
- ヴォーカルアンサンブル津山（岡山県津山市）
- 菊田女声（千葉県習志野市）
- 倉敷コール・クライネ（岡山県倉敷市）
- 佐久レーレルコール（長野県佐久市）
- 早混OB・OG合唱団（東京都豊島区）
- 福知山混声合唱団（京都府福知山市）
- 三島グロリア合唱団（静岡県三島市）
- 早稲田大学混声合唱団（東京都新宿区）
- 横浜合唱協会（神奈川県横浜市）※2015年の交歓演奏会をもって退会。

## 略歴
- 2006年　第1回交歓演奏会（旧東京音楽学校奏楽堂）。
- 2007年　第2回交歓演奏会（三島市民文化会館）。
- 2008年　早混OB・OG合唱団が加盟。第3回交歓演奏会（軽井沢大賀ホール）
- 2014年　第9回交歓演奏会
- 2015年　第10回交歓演奏会（軽井沢大賀ホール）
- 2016年　第11回交歓演奏会（倉敷市民会館）
- 2017年　第12回交歓演奏会（第一生命ホール）